# (7396) Rosa-Brusin
(7396) Rosa-Brusin est un astéroïde de la ceinture principale.

## Nom
L'astéroïde est d'abord nommé « Brusin » le 2 avril 1999. Ce nom est changé en « Rosa-Brusin » le 24 février 2025. En effet, l'éponyme de l'astéroïde est Silvia Rosa-Brusin (it) — « Rosa-Brusin » est tout entier son nom de famille, et non juste « Brusin » avec « Rosa » qui serait un second prénom. La citation de nommage est ajustée à la même occasion en y ajoutant le trait d'union manquant entre « Rosa » et « Brusin ».

## Description
(7396) Rosa-Brusin est un astéroïde de la ceinture principale. Il fut découvert le 4 mars 1986 à La Silla par Walter Ferreri. Il présente une orbite caractérisée par un demi-grand axe de 2,92 UA, une excentricité de 0,08 et une inclinaison de 1,7° par rapport à l'écliptique.

## Compléments